# Catostomus tsiltcoosensis
Catostomus tsiltcoosensis és una espècie de peix de la família dels catostòmids i de l'ordre dels cipriniformes.

## Morfologia
- Fa 4,4 cm de llargària màxima.
- 9-12 radis tous a l'aleta dorsal.
- 65-80 escates a la línia lateral.[4][5]

## Reproducció
Té lloc sobre substrat de grava i còdols.

## Hàbitat i distribució geogràfica
És un peix d'aigua dolça i salabrosa, bentopelàgic i de clima temperat, el qual viu a Nord-amèrica: els rierols i llacs costaners des del riu Siuslaw fins al riu Sixes a Oregon (els Estats Units).

## Observacions
És inofensiu per als humans.